# Donald Straun Robertson
Donald Straun Robertson (1885 - 1961) foi um escritor inglês.
Foi professor de grego da Universidade de Cambridge e autor de de vários livros.
Era irmão da famosa botânica Agnes Arber (1879 - 1960).